# سیارک ۱۱۰۴۲
سیارک ۱۱۰۴۲ (به انگلیسی: 11042 Ernstweber، نامگذاری:1989VD1) یازده هزار و چهل و دومین سیارک کشف شده‌است که در ۳ نوامبر ۱۹۸۹ کشف شد.
قدر مطلق سیارک برابر ۱۵٫۰۰ است.